# Ratměřice
Ratměřice è un comune della Repubblica Ceca facente parte del distretto di Benešov, in Boemia Centrale.